# Пајтим Статовци
Пајтим Статовци (Косово и Метохија, 1990) је фински књижевник албанског порекла који је најпознатији по роману Моја мачка Југославија који је добио Хелсиншку награду за најбољи дебитантски роман 2014.

## Биографија
Пајтим је рођен 1990. на Косову и Метохији у СФРЈ, а његова породица је због ратова који су довели до распада Југославије емигрирала у Финску 1992. године. Одрастао је у граду Порво.

## Књижевни рад
- Моја мачка Југославија (2014) роман о Албанки са Косова и њеном сину као избеглицама у Финској. Није преведен на српски језик, али је у српским књижарама доступан у хрватском преводу.[4][5]
- Раскршће (2016)
- Бола (2021) роман чија се радња дешава на Косову и прича о забрањеној љубави између два младића, Албанца по имену Арсим и Србина по имену Милош.[6]Преведен на хрватски језик. [7]